# 穿洞街道
穿洞街道，是中华人民共和国贵州省安顺市普定县下辖的一个街道办事处。
2016年1月29日，贵州省人民政府批复同意普定县部分乡镇行政区划调整，新设置的穿洞街道辖原城关镇文明社区、西安社区、穿洞社区、三合村、金马新村、龙马新村、人民村、红新村、长田村和原龙场乡岩上村、波玉村、新和村、秀水村、联合村、茗兴村、景湖村、大树村、贡达村、龙新村、小窑村、靛山村，街道办事处驻文明社区；将原龙场乡大窑村、兴利村、黄店村、三兴村划归马场镇管辖。

## 行政区划
穿洞街道下辖以下地区：
文明社区、穿洞社区、西安社区、人民村、长田村、新华村、新中村、岩上村、新桥村、索桥村、大桥村、牛角村、平桥村、贡达村、磨雄村、那茨村、上羊昌村、大树村、糯石村、骂渡村、马落村、鹰子岩村、水潮村、煤洞村、龙场村、砂子村、竹林村、大坝村、大地村、波利村、小窑村、波堕村、靛山村、马路村、窑一村和窑二村。